# Robi
Chloé Robineau, dite Robi, née à Nice, est une chanteuse et auteure-compositrice française.

## Biographie
Née à Nice, Chloé Robineau grandit au Nigeria, au Sénégal, à Madagascar et à La Réunion. À 18 ans, elle s'installe à Paris et commence des études de théâtre. Passionnée par l'écriture, elle rencontre le musicien David Tétard puis le bassiste américain Jeff Hallam. De leur collaboration naît, en 2011, un EP de 6 titres Robi. L’artiste est finaliste du concours des inRocKs lab en septembre.
En mars 2012, Jean-Louis Murat l’invite à assurer ses premières parties pour trois dates à la Boule noire à Paris, puis fin 2012, Dominique A, Arno l’invitent à leur tour sur plusieurs dates en France,.
En 2013, Robi sort son 1er album autoproduit L'hiver et la Joie sur lequel figure un duo avec Dominique A, « Ma route »,. Elle participe au Printemps de Bourges et reçoit en 2014 le prix Georges Moustaki.
En 2015, sort son 2e album La cavale,,,. La tournée qui s'ensuit la verra se produire au festival Les Femmes s'en mêlent, à la Fête de l'Humanité, au Brésil et au Portugal. L'année suivante, la troupe du cabaret parisien Madame Arthur intègre sa chanson « On ne meurt plus d’amour » à sa revue. En novembre 2016, elle présente à la Maison de la Poésie une création conçue comme une correspondance imaginée avec Sylvia Plath.
En 2018, elle crée avec Katel et Émilie Marsh le label FRACA !!! destiné à sortir leurs propres albums ainsi que ceux d’autres artistes (Angèle Osinski, SuperBravo). Un des objectifs affichés de ce label engagé est de lutter contre la faible représentation des femmes à certains postes de l'industrie musicale. Robi qui travaille de plus en plus sur l’image (réalisant des clips pour Maissiat, Katel, Maud Lübeck, Céline Ollivier) s’occupe plus spécifiquement de réaliser les clips des artistes du label. En octobre 2019 sort chez FRACA !!! son troisième album Traverse, précédé par deux singles : « Le soleil hélas » dont elle réalise elle-même le clip, tourné à La Réunion sur les lieux de son adolescence, puis « C'est dire le bonheur ».

## Discographie

### Albums
- 2011 : Robi, EP
- 2013 : L'hiver et la joie, LP
- 2015 : La cavale, LP
- 2019 : Traverse, LP

### Participation
- 2013 : Over and over, single de Jean-Louis Murat

## Clip

### Réalisatrice
- 2011 : Je te tue
- 2011 : Les fleurs
- 2012 : On ne meurt plus d'amour
- 2013 : Où suis-je
- 2015 : L'éternité
- 2015 : Devenir fou
- 2016 : Cyclones de Katel
- 2016 : À l'aphélie de Katel
- 2016 : La Traque de Maissiat
- 2016 : Grand huit de Maissiat
- 2016 : Toi non plus de Maud Lübeck
- 2017 : Je plus rire de Maud Lübeck
- 2018 : Ne me dis pas de Maud Lübeck
- 2018 : Tes lèvres sur mon front de Céline Ollivier
- 2019 : J'embrasse le premier soir d'Émilie Marsh
- 2019 : Amour et décadence d'Angèle Osinski
- 2019 : À l'évidence, Angèle Osinski
- 2019 : Evidência, Angèle Osinski & Ney Veras
- 2019 : Nos heures de SuperBravo
- 2019 : Rickenbaker de SuperBravo
- 2019 : Le soleil hélas
- 2019 : C'est dire le bonheur
- 2019 : Il n'y a plus foule de SuperBravo (co-réalisé avec Julie Gasnier)
- 2019 : Oh voyageuse
- 2020 : Faiseuse d'anges de François Puyalto
- 2020 : Des sentiments
- 2020 : Traverse
- 2020 : La belle ronde

### Participation
- 2013 : Mon plus bel incendie  de Arman Méliès, réalisé par Julie Gavras

## Récompenses
- 2012 : On ne meurt plus d’amour, élu clip 2012 préféré des lecteurs des inRocKs[17]
- 2014 : Prix du jury des 4e prix Georges-Moustaki